# Моя жизнь без меня
Моя жизнь без меня (англ. My Life Without Me) — фильм 2003 года режиссёра Изабель Койшет. Сценарий основан на рассказе Нэнси Кинкейд «Pretending the Bed Is a Raft».

## Сюжет
23-летняя Энн живёт с двумя дочерьми и безработным мужем, а отец, которого она не видела десять лет, находится в тюрьме. Во время медицинского осмотра после обморока, она узнает, что у неё рак яичника в поздней стадии и ей осталось жить около двух месяцев. Энн решает не говорить родным о своей болезни и составляет список того, что ей хотелось бы успеть сделать перед смертью. Она решает сделать новую прическу, записать поздравления для своих дочек до их восемнадцатилетия, познакомить мужа с другой женщиной и завести роман с другим мужчиной.

## В ролях
- Сара Полли — Энн
- Скотт Спидмен — Дон
- Марк Руффало — Ли
- Леонор Уотлинг
- Аманда Пламмер — Лори
- Мария де Медейруш
- Дебора Харри — мать Энн
- Джулиан Ричингс — доктор Томпсон
- Альфред Молина — отец Энн
- Кения Джо Кеннеди
- Джессика Эмли

## Восприятие
В целом фильм получил положительные отзывы критиков. На сайте Rotten Tomatoes фильм имеет рейтинг 65 % на основе 99 рецензий со средним баллом 6,3 из 10. На сайте Metacritic фильм имеет оценку 57 из 100, что соответствует статусу «смешанные или средние отзывы».
Фильм получил множество наград и номинаций, включая премию «Джини» за лучшую женскую роль и премию «Гойя» за лучший адаптированный сценарий.